# Charles Howard McIlwain
Charles Howard McIlwaine (Saltsburg, 15 marzo 1871 – 1º giugno 1968) è stato uno storico statunitense.

## Biografia
Nato nello stato della Pensilvania, studiò all'Università di Princeton, dove conseguì il baccellierato nel 1894 e la laurea nel 1898. Passato all'Università di Harvard nel 1901, conseguì una seconda laurea nel 1903.
Nel settembre 1910 fu chiamato come assistente universitario al Bowdoin College e nel 1916 fu nominato professore ordinario alla cattedra di storia dell'Università di Harvard.
Nel 1924 venne premiato con il premio Pulitzer per la storia per il suo saggio La rivoluzione americana. Nel 1934 divenne membro dell'accademia statunitense di medievalistica e fra il 1935 e il 1936 presidente della società statunitense di storia.

## Opere
- Charles Howard McIlwain, Costituzionalismo antico e moderno, a cura di Vittorio de Caprariis, Venezia, Neri Pozza, 1956.
- Charles Howard McIlwain, Il pensiero politico occidentale dai Greci al tardo Medioevo, a cura di Giovanni Ferrara, Venezia, Neri Pozza, 1959.
- Charles Howard McIlwain, La rivoluzione americana, introduzione di Nicola Matteucci, Bologna, il Mulino, 1965.